# Sid Ali Boudina
Sid Ali Boudina (in arabo سيد علي بودينة‎?; Algeri, 7 maggio 1990) è un canottiere algerino.

## Biografia
Ha rappresentato l'Algeria ai Giochi olimpici estivi di Rio de Janeiro 2016 nel singolo, dove è stato eliminato ai quarti, concludendo in ventitreesima posizione.
Ai Giochi panafricani di Rabat 2019, disputati nelle acque di Salé ha vinto la medaglia d'oro nel singolo 1000 metri e quella d'argento nel singolo 1000 metri, categoria pesi leggeri.

## Palmarès
- Giochi panafricani

Rabat 2019: oro nel singolo 1000 metri pesi leggeri; argento nel singolo 500 metri pesi leggeri